# Puchar Świata Juniorów w saneczkarstwie 2023/2024
Sezon 2023/2024 Pucharu Świata Juniorów w saneczkarstwie rozpoczął się 30 listopada 2023 r. w amerykańskim Park City. Ostatnie zawody z tego cyklu zostały rozegrane 3 lutego 2024 r. na torze w szwajcarskim Sankt Moritz.
Podczas sezonu 2023/2024 odbyły się dwie imprezy, na których rozdane zostały medale. Podczas zawodów Pucharu Świata w szwajcarskim Sankt Moritz odbyły się jednocześnie Mistrzostwa Europy Juniorów, natomiast w dniach 16–17 lutego 2024 r. zostały rozegrane Mistrzostwa Świata Juniorów w norweskim Lillehammer.

## Kalendarz Pucharu Świata Juniorów
| Lp.      | Data                        | Miejscowość  | Konkurencja                                       | 1. miejsce                                                                          | 2. miejsce                                                                          | 3. miejsce                                                                              |
| -------- | --------------------------- | ------------ | ------------------------------------------------- | ----------------------------------------------------------------------------------- | ----------------------------------------------------------------------------------- | --------------------------------------------------------------------------------------- |
| 1&2. PŚJ | 30 listopada–3 grudnia 2023 | Park City    | Jedynki juniorek                                  | Embyr-Lee Susko                                                                     | Dorothea Schwarz                                                                    | Alina Bräutigam                                                                         |
| 1&2. PŚJ | 30 listopada–3 grudnia 2023 | Park City    | Jedynki juniorek                                  | Embyr-Lee Susko                                                                     | Emma Erickson                                                                       | Midori Holland                                                                          |
| 1&2. PŚJ | 30 listopada–3 grudnia 2023 | Park City    | Jedynki juniorów                                  | Marco Leger                                                                         | Timon Grancagnolo                                                                   | Matthew Greiner                                                                         |
| 1&2. PŚJ | 30 listopada–3 grudnia 2023 | Park City    | Jedynki juniorów                                  | Timon Grancagnolo                                                                   | Matthew Greiner                                                                     | Aidan Mueller                                                                           |
| 1&2. PŚJ | 30 listopada–3 grudnia 2023 | Park City    | Dwójki juniorek                                   | Ukraina Natasza Chytrenko · Wiktorija Kowal                                         | Kanada Embyr-Lee Susko · Beattie Podulsky                                           | —                                                                                       |
| 1&2. PŚJ | 30 listopada–3 grudnia 2023 | Park City    | Dwójki juniorek                                   | Niemcy Elisa-Marie Storch · Pauline Patz                                            | Kanada Embyr-Lee Susko · Beattie Podulsky                                           | Ukraina Natasza Chytrenko · Wiktorija Kowal                                             |
| 1&2. PŚJ | 30 listopada–3 grudnia 2023 | Park City    | Dwójki juniorów                                   | Niemcy Moritz Jäger · Valentin Steudte                                              | Stany Zjednoczone Marcus Mueller · Ansel Haugsjaa                                   | Niemcy Pascal Kunze · Max Trippner                                                      |
| 1&2. PŚJ | 30 listopada–3 grudnia 2023 | Park City    | Dwójki juniorów                                   | Niemcy Moritz Jäger · Valentin Steudte                                              | Stany Zjednoczone Marcus Mueller · Ansel Haugsjaa                                   | Niemcy Pascal Kunze · Max Trippner                                                      |
| 1&2. PŚJ | 30 listopada–3 grudnia 2023 | Park City    | Sztafety mieszane juniorów                        | Niemcy Alina Bräutigam · Marco Leger · Moritz Jäger · Valentin Steudte              | Stany Zjednoczone Emma Erickson · Matthew Greiner · Marcus Mueller · Ansel Haugsjaa | Drużyna mieszana Dorothea Schwarz Danyjił Marcynowski Wadym Mykiewycz Bohdan Babura     |
| 1&2. PŚJ | 30 listopada–3 grudnia 2023 | Park City    | Sztafety mieszane juniorów                        | Stany Zjednoczone Emma Erickson · Matthew Greiner · Marcus Mueller · Ansel Haugsjaa | Kanada Midori Holland · Dylan Morse · Embyr-Lee Susko · Beattie Podulsky            | Drużyna mieszana Dorothea Schwarz Danyjił Marcynowski Wadym Mykiewycz Bohdan Babura     |
| 3. PŚJ   | 9–10 grudnia 2023           | Whistler     | Jedynki juniorek                                  | Embyr-Lee Susko                                                                     | Kailey Allan                                                                        | Melina Fischer                                                                          |
| 3. PŚJ   | 9–10 grudnia 2023           | Whistler     | Jedynki juniorów                                  | Marco Leger                                                                         | Dylan Morse                                                                         | Theo Downey                                                                             |
| 3. PŚJ   | 9–10 grudnia 2023           | Whistler     | Dwójki juniorek                                   | Niemcy Elisa-Marie Storch · Pauline Patz                                            | Kanada Embyr-Lee Susko · Beattie Podulsky                                           | Ukraina Natasza Chytrenko · Wiktorija Kowal                                             |
| 3. PŚJ   | 9–10 grudnia 2023           | Whistler     | Dwójki juniorów                                   | Stany Zjednoczone Marcus Mueller · Ansel Haugsjaa                                   | Niemcy Moritz Jäger · Valentin Steudte                                              | Niemcy Pascal Kunze · Max Trippner                                                      |
| 3. PŚJ   | 9–10 grudnia 2023           | Whistler     | Sztafety mieszane juniorów                        | Niemcy Melina Fischer · Marco Leger · Moritz Jäger · Valentin Steudte               | Stany Zjednoczone Sophia Gordon · Matthew Greiner · Aidan Mueller · Ansel Haugsjaa  | Kanada Kailey Allan · Dylan Morse · Embyr-Lee Susko · Beattie Podulsky                  |
| 4. PŚJ   | 12 stycznia 2024            | Winterberg   | Jedynki juniorek                                  | Laura Koch                                                                          | Antonia Pietschmann                                                                 | Alina Bräutigam                                                                         |
| 4. PŚJ   | 12 stycznia 2024            | Winterberg   | Jedynki juniorów                                  | Noah Kallan                                                                         | Marco Leger                                                                         | Hans Fritzsch                                                                           |
| 4. PŚJ   | 12 stycznia 2024            | Winterberg   | Dwójki juniorów                                   | Niemcy Pascal Kunze · Max Trippner                                                  | Niemcy Louis Grünbeck · Maximilian Kührt                                            | Stany Zjednoczone Logan Barnes · Gavin Davis                                            |
| 5. PŚJ   | 19–20 stycznia 2024         | Bludenz      | Jedynki juniorek                                  | Alina Bräutigam                                                                     | Josephine Buse                                                                      | Laura Koch                                                                              |
| 5. PŚJ   | 19–20 stycznia 2024         | Bludenz      | Jedynki juniorów                                  | Marco Leger                                                                         | Noah Kallan                                                                         | Aidan Mueller                                                                           |
| 5. PŚJ   | 19–20 stycznia 2024         | Bludenz      | Dwójki juniorek                                   | Niemcy Noemi Lietz · Regina Goldbrunner                                             | Niemcy Marie Sauerteig · Hannah Puy                                                 | Polska Marlena Kądziołka · Nikola Smorońska                                             |
| 5. PŚJ   | 19–20 stycznia 2024         | Bludenz      | Dwójki juniorów                                   | Niemcy Pascal Kunze · Max Trippner                                                  | Stany Zjednoczone Logan Barnes · Gavin Davis                                        | Niemcy Corbinian Hänel · John Paul Kühmel                                               |
| 6. PŚJ   | 2–3 lutego 2024             | Sankt Moritz | Jedynki juniorek                                  | Anka Jänicke                                                                        | Antonia Pietschmann                                                                 | Zane Kaluma                                                                             |
| 6. PŚJ   | 2–3 lutego 2024             | Sankt Moritz | Jedynki juniorów                                  | Kaspars Rinks                                                                       | Noah Kallan                                                                         | Leon Haselrieder                                                                        |
| 6. PŚJ   | 2–3 lutego 2024             | Sankt Moritz | Dwójki juniorek                                   | Niemcy Elisa-Marie Storch · Pauline Patz                                            | Łotwa Viktorija Ziediņa · Selīna Zvilna                                             | Niemcy Sarah Pflaume · Lina Peterseim                                                   |
| 6. PŚJ   | 2–3 lutego 2024             | Sankt Moritz | Dwójki juniorów                                   | Stany Zjednoczone Marcus Mueller · Ansel Haugsjaa                                   | Łotwa Raimonds Baltgalvis · Vitālijs Jegorovs                                       | Niemcy Pascal Kunze · Max Trippner                                                      |
| 6. PŚJ   | 2–3 lutego 2024             | Sankt Moritz | Sztafety mieszane juniorów                        | Łotwa Zane Kaluma · Kaspars Rinks · Raimonds Baltgalvis · Vitālijs Jegorovs         | Niemcy Anka Jänicke · Marco Leger · Pascal Kunze · Max Trippner                     | Włochy Alexandra Oberstolz · Leon Haselrieder · Philipp Brunner · Manuel Weissensteiner |
| MEJ      | 2–3 lutego 2024             | Sankt Moritz | Mistrzostwa Europy Juniorów w Saneczkarstwie 2024 | Mistrzostwa Europy Juniorów w Saneczkarstwie 2024                                   | Mistrzostwa Europy Juniorów w Saneczkarstwie 2024                                   | Mistrzostwa Europy Juniorów w Saneczkarstwie 2024                                       |
| MŚJ      | 16–17 lutego 2024           | Lillehammer  | Mistrzostwa Świata Juniorów w Saneczkarstwie 2024 | Mistrzostwa Świata Juniorów w Saneczkarstwie 2024                                   | Mistrzostwa Świata Juniorów w Saneczkarstwie 2024                                   | Mistrzostwa Świata Juniorów w Saneczkarstwie 2024                                       |

## Klasyfikacje

### Jedynki juniorek
| Miejsce | Zawodniczka         | Reprezentacja     | Punkty |
| ------- | ------------------- | ----------------- | ------ |
| 1.      | Alina Bräutigam     | Niemcy            | 357    |
| 2.      | Embyr-Lee Susko     | Kanada            | 300    |
| 3.      | Teresa Kirchmair    | Austria           | 245    |
| 4.      | Antonia Pietschmann | Niemcy            | 225    |
| 5.      | Laura Koch          | Niemcy            | 220    |
| 6.      | Melina Hänsch       | Niemcy            | 216    |
| 7.      | Sophia Gordon       | Stany Zjednoczone | 196    |
| 7.      | Anka Jänicke        | Niemcy            | 196    |
| 9.      | Melina Fischer      | Niemcy            | 190    |
| 10.     | Dorothea Schwarz    | Austria           | 182    |
|         |                     |                   |        |
| 33.     | Oliwia Baś          | Polska            | 30     |

### Jedynki juniorów
| Miejsce | Zawodnik             | Reprezentacja     | Punkty |
| ------- | -------------------- | ----------------- | ------ |
| 1.      | Marco Leger          | Niemcy            | 505    |
| 2.      | Aidan Mueller        | Stany Zjednoczone | 338    |
| 3.      | Matthew Greiner      | Stany Zjednoczone | 311    |
| 4.      | Hans Fritsch         | Niemcy            | 309    |
| 5.      | Noah Kallan          | Austria           | 270    |
| 6.      | Fabio Zauser         | Austria           | 234    |
| 7.      | Hannes Röder         | Niemcy            | 214    |
| 8.      | Dylan Morse          | Kanada            | 186    |
| 9.      | Timon Grancagnolo    | Niemcy            | 185    |
| 10.     | Logan Barnes         | Stany Zjednoczone | 161    |
|         |                      |                   |        |
| 23.     | Arkadiusz Trojga     | Polska            | 64     |
| 28.     | Maksymilian Gutowski | Polska            | 38     |
| 33.     | Patryk Prechitko     | Polska            | 18     |

### Dwójki juniorek
| Miejsce | Zawodniczki                        | Reprezentacja | Punkty |
| ------- | ---------------------------------- | ------------- | ------ |
| 1.      | Natasza Chytrenko Wiktorija Kowal  | Ukraina       | 300    |
| 1.      | Elisa-Marie Storch Pauline Patz    | Niemcy        | 300    |
| 3.      | Embyr-Lee Susko Beattie Podulsky   | Kanada        | 255    |
| 4.      | Noemi Lietz Regina Goldbrunner     | Niemcy        | 100    |
| 5.      | Marie Sauerteig Hannah Puy         | Niemcy        | 85     |
| 5.      | Viktorija Ziediņa Selīna Zvilna    | Łotwa         | 85     |
| 7.      | Marlena Kądziołka Nikola Smorońska | Polska        | 70     |
| 7.      | Sarah Pflaume Lina Peterseim       | Niemcy        | 70     |
| 9.      | Viktória Praxová Desana Špitzová   | Słowacja      | 55     |

### Dwójki juniorów
| Miejsce | Zawodnicy                             | Reprezentacja     | Punkty |
| ------- | ------------------------------------- | ----------------- | ------ |
| 1.      | Pascal Kunze Max Trippner             | Niemcy            | 480    |
| 2.      | Marcus Mueller Ansel Haugsjaa         | Stany Zjednoczone | 370    |
| 3.      | Logan Barnes Gavin Davis              | Stany Zjednoczone | 304    |
| 4.      | Moritz Jäger Valentin Steudte         | Niemcy            | 285    |
| 5.      | Wadym Mykiewycz Bohdan Babura         | Ukraina           | 162    |
| 6.      | Louis Grünbeck Maximilian Kührt       | Niemcy            | 140    |
| 7.      | Raimonds Baltgalvis Vitālijs Jegorovs | Łotwa             | 85     |
| 8.      | Corbinian Hänel John Paul Kühmel      | Niemcy            | 70     |
| 9.      | Maksymilian Gutowski Patryk Prechitko | Polska            | 60     |
| 9.      | Philipp Brunner Manuel Weissensteiner | Włochy            | 60     |

### Sztafety mieszane juniorów
| Miejsce | Reprezentacja     | Punkty |
| ------- | ----------------- | ------ |
| 1.      | Stany Zjednoczone | 330    |
| 2.      | Niemcy            | 285    |
| 3.      | Kanada            | 155    |
| 4.      | Austria/ Ukraina  | 140    |
| 5.      | Ukraina           | 115    |
| 6.      | Łotwa             | 100    |
| 7.      | Włochy            | 70     |
| 8.      | Słowacja          | 50     |
| 9.      | Polska            | 0      |